# Branden Steineckert
Branden Steineckert (ur. 21 kwietnia 1978) – amerykański perkusista.
Urodził się w Pocatello w Idaho w mormońskiej rodzinie. W 1994 roku, gdy miał 16 lat, zdecydował się na naukę gry na perkusji, zachęcony tym, że jego ojciec też był perkusistą. W roku 2000 dołączył do rockowego zespołu The Used, który opuścił 12 września 2006 roku (jego miejsce zajął Dan Whitesides). Od listopada 2006 roku gra w punkowej grupie Rancid. 